# Heucourt-Croquoison
Heucourt-Croquoison (picardisch: Hucourt-Creuqueuson) ist eine nordfranzösische Gemeinde mit 107 Einwohnern (Stand 1. Januar 2022) im Département Somme in der Region Hauts-de-France. Die Gemeinde liegt im Arrondissement Amiens (seit 2009) und ist Teil der Communauté de communes Somme Sud-Ouest und des Kantons Poix-de-Picardie.

## Geographie
Die Gemeinde liegt rund 6,5 Kilometer südwestlich von Airaines und neun Kilometer östlich von Oisemont. Die beiden Gemeindeteile sind durch eine Geländestufe voneinander getrennt.

## Geschichte
Die Gemeinde war ein Zentrum des Protestantismus in der Picardie. Eine evangelische Kirche wurde 1833 errichtet, aber 1949 wegen Einsturzgefahr abgebrochen.

## Einwohner
| 1962 | 1968 | 1975 | 1982 | 1990 | 1999 | 2006 | 2011 |
| ---- | ---- | ---- | ---- | ---- | ---- | ---- | ---- |
| 133  | 104  | 104  | 82   | 89   | 101  | 113  | 119  |

## Sehenswürdigkeiten
- Kirche Saint-Martin in Heucourt
- Schloss in Heucourt
- Kirche Saint-Firmin in Croquoison aus dem 15. und 16. Jahrhundert mit Veränderungen aus dem 19. Jahrhundert, eine der seltenen Fachwerkkirchen in der Picardie, 1996 als Monument historique eingetragen (Base Mérimée PA80000001)[1]
- Herrenhaus (Manoir) in Croquoison, ein Fachwerkbau mit eleganter Ziegelfassade aus dem 18. Jahrhundert zum Ehrenhof, das Taubenhaus ein Strohlehmbau, 1995 als Monument historique eingetragen (Base Mérimée PA00135579)[2]

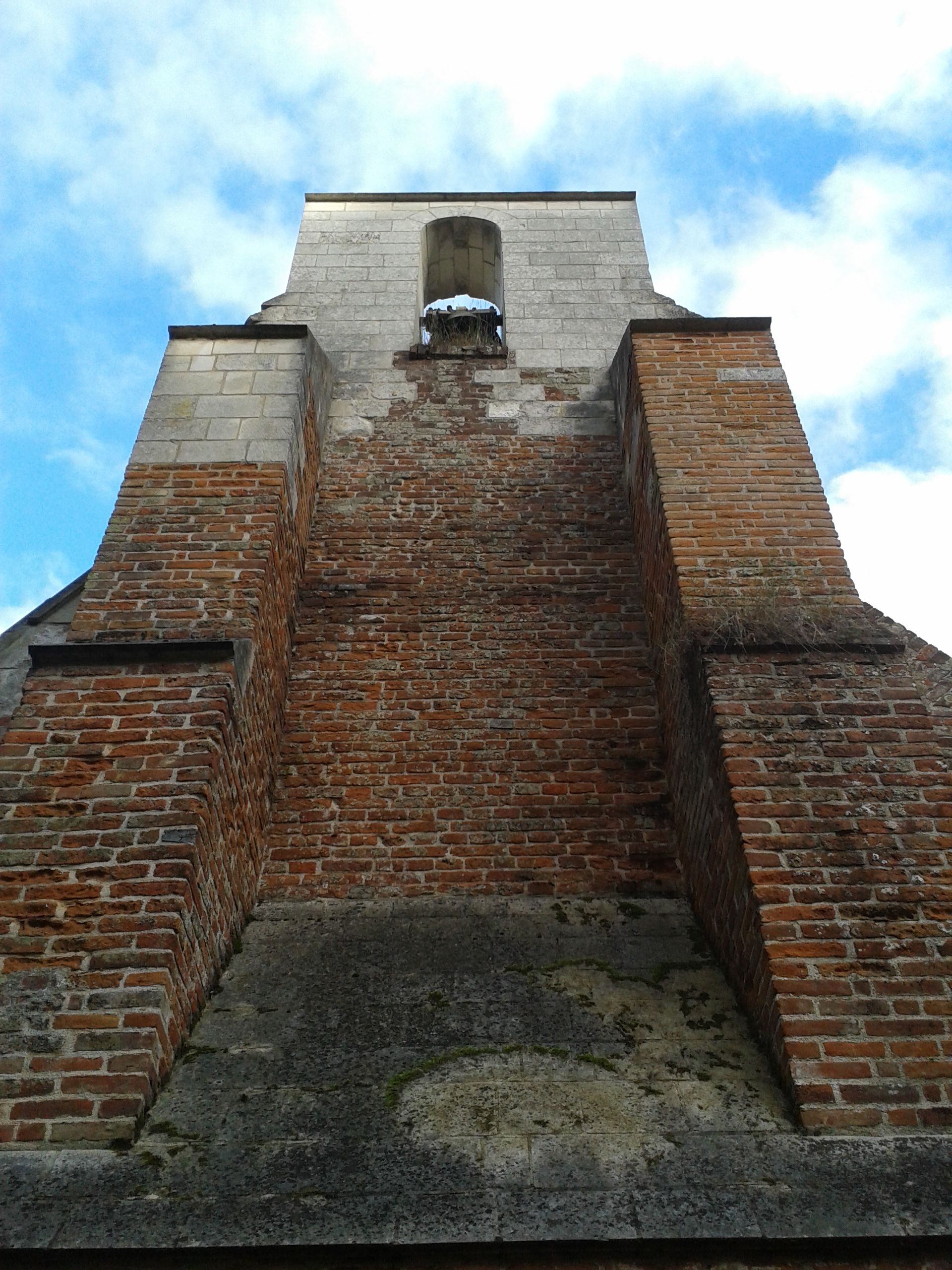
Kirche Saint-Firmin in Croquoison
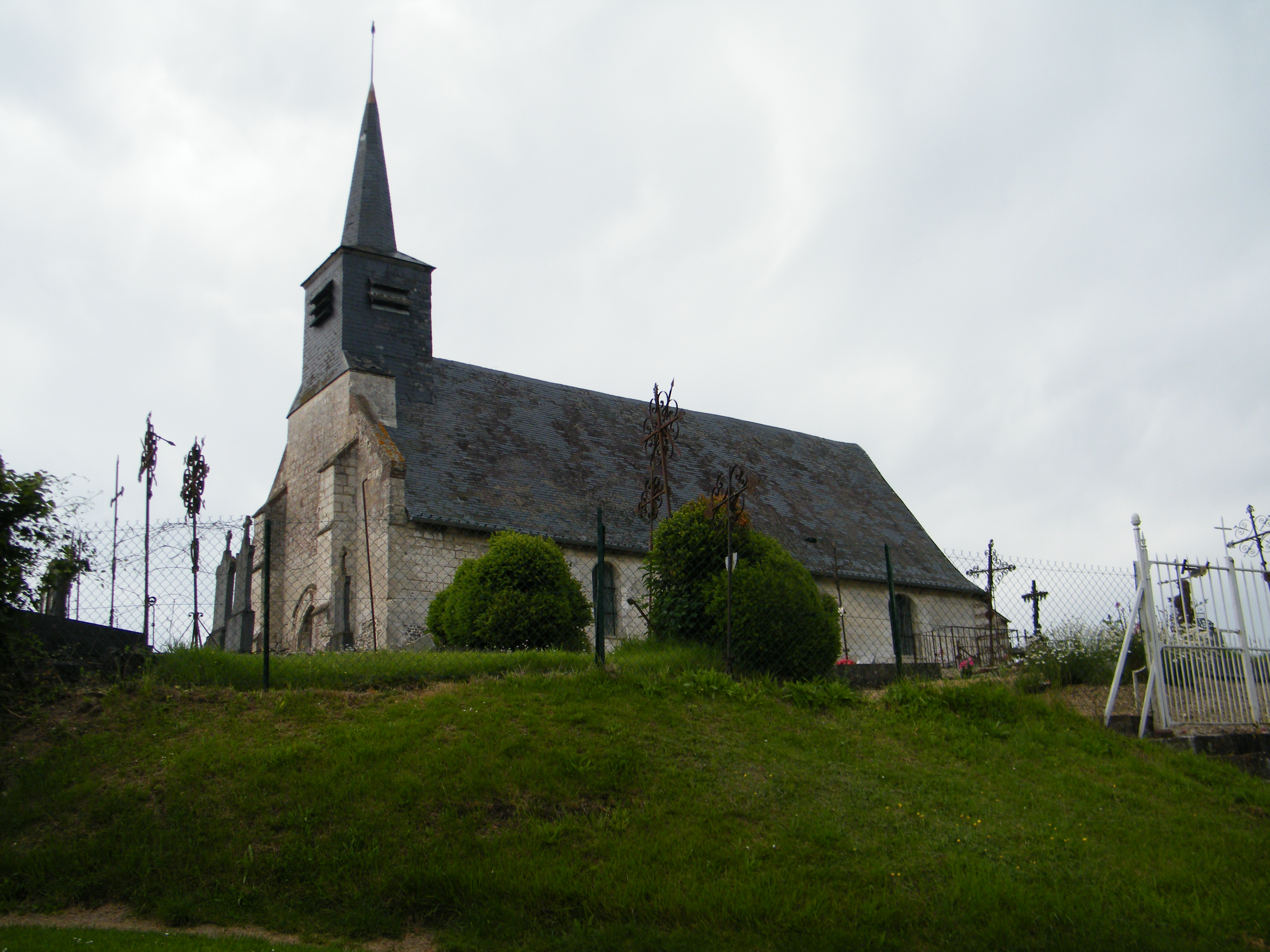
Kirche Saint-Martin in Heucourt